# Csébfalvi Károly
Csébfalvi Károly (1930., Pécs - 2005.szeptember 10.) alkalmazott matematikus.

## Élete
A pécsi Nagy Lajos Gimnáziumban érettségizett 1949-ben. Egyetemi tanulmányait itt kezdte, majd Budapesten folytatta.
Először a Bányászati Tervező Intézet (Bányaterv) alkalmazott matematikusa (1955), aki 1958-ban analóg modellt dolgozott ki szállítási feladatok megoldására. 1959-ben ösztöndíjasként jutott ki Németországba (Karlsruhe), ahol tanulmányozta a számítástechnika akkor újnak számító eredményeit.
1962-ben a Nehézipari Minisztériumban (NIM), kezdeményezésére és vezetésével alakult meg az első olyan számolóközpont, amelybe (akkor korszerű, tranzisztoros) nyugati számítógép került, a National-Elliott 803/B. Fiatal energikus munkatársakat toborzott. Vezetésével a NIM Ipargazdasági és Üzemszervezési Intézet (NIM IGÜSZI) Számolóközpontja a magyar számítástechnika egyik máig ható bölcsőjévé vált.
1968-tól dolgozott a Villamosenergiaipari Kutató Intézetben (VEIKI), a Magyar Villamos Műveknél (MVM), a Központi Statisztikai Hivatalban (KSH), végül az Apor Vilmos Főiskolán.
Érdeklődése univerzális volt: zenei kutatások, nyelvészet, képalkotás, beszédszintézis, antropológia mind-mind megjelentek környezetében, úttörő módon, korukat megelőző eredményekkel. Ötleteiből sok dolgozat, tudományos fokozat, gazdasági haszon származott.
Folytonosan kereste az újabb és újabb számítógép-alkalmazások lehetőségeit. Ezt a tevékenységét ismerte el 1998-ban az NJSZT Kalmár-díjjal, amelyet a számítástechnika újszerű alkalmazásaiban kiemelkedő munkásságért adományoz.